# NGC 6050A
NGC 6050A je prečkasta spiralna galaktika u zviježđu Herkulu. Dio je zvjezdane skupine Herkula, u kojoj 6050A međudjeluje s NGC 6050B.

## Vanjske poveznice
- (engl.) SEDS: NGC 6050
- (engl.) Hartmut Frommert: Revidirani Novi opći katalog
- (engl.) Izvangalaktička baza podataka NASA-e i IPAC-a
- (engl.) Astronomska baza podataka SIMBAD
- (engl.) VizieR
- (engl.) Auke Slotegraaf: NGC 6050 Deep Sky Observer's Companion
- (engl.) Courtney Seligman: Objekti Novog općeg kataloga: NGC 6050 - 6099